# Зюдербраруп
Зюдербраруп (нем. Süderbrarup) — община в Германии, в земле Шлезвиг-Гольштейн. 
Входит в состав района Шлезвиг-Фленсбург. Подчиняется управлению Зюдербраруп.  Население составляет 3910 человек (на 31 декабря 2010 года). Занимает площадь 8,1 км².

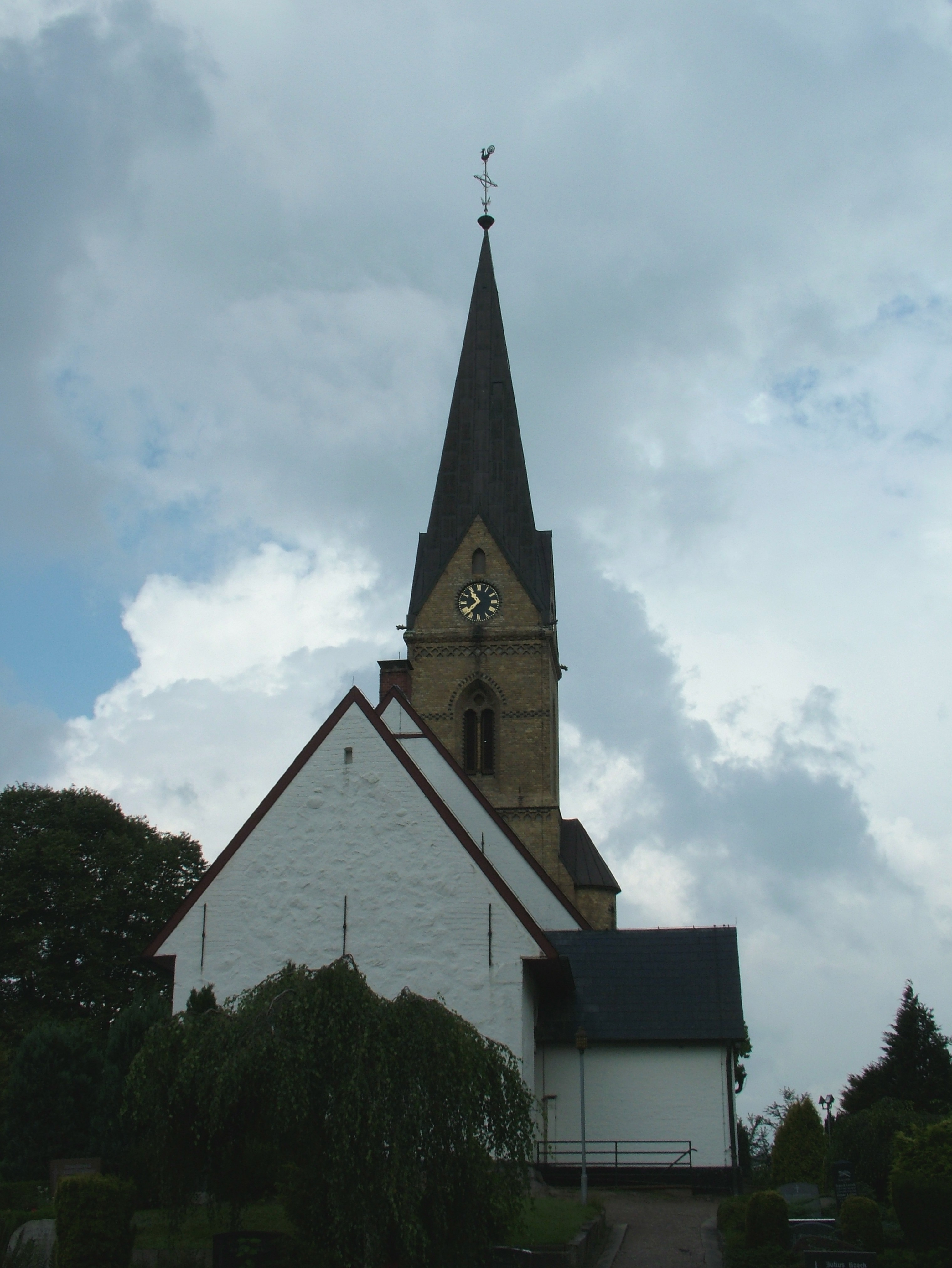
Церковь